# Kayra Özdemir
Kayra Özdemir (nacida Ketty Mathé, Fort-de-France, 13 de febrero de 1988) es una deportista turca de origen francés que compite en judo (hasta 2014 participaba bajo la bandera de Francia, después se nacionalizó turca y compitió con su primer nombre de casada Kayra Sayit).
Ganó tres medallas en el Campeonato Mundial de Judo entre los años 2018 y 2024, y cuatro medallas en el Campeonato Europeo de Judo entre los años 2007 y 2024.
Participó en dos Juegos Olímpicos de Verano, ocupando el quinto lugar en Río de Janeiro 2016 y el quinto en Tokio 2020, en la categoría de +78 kg.

## Palmarés internacional
| Representando a Francia |                    |                   |           |
| Campeonato Europeo      |                    |                   |           |
| Año                     | Lugar              | Medalla           | Categoría |
| 2007                    | Varsovia (Polonia) | Medalla de bronce | Abierta   |
| Representando a Turquía |                    |                   |           |
| Campeonato Mundial      |                    |                   |           |
| Año                     | Lugar              | Medalla           | Categoría |
| 2018                    | Bakú (Azerbaiyán)  | Medalla de bronce | +78 kg    |
| 2019                    | Tokio (Japón)      | Medalla de bronce | +78 kg    |
| 2024                    | Abu Dabi (EAU)     | Medalla de plata  | +78 kg    |
| Campeonato Europeo      |                    |                   |           |
| Año                     | Lugar              | Medalla           | Categoría |
| 2016                    | Kazán (Rusia)      | Medalla de oro    | +78 kg    |
| 2021                    | Lisboa (Portugal)  | Medalla de oro    | +78 kg    |
| 2024                    | Zagreb (Croacia)   | Medalla de bronce | +78 kg    |